# Anoplomus rufipes
Anoplomus rufipes är en tvåvingeart som beskrevs av Hardy 1973. Anoplomus rufipes ingår i släktet Anoplomus och familjen borrflugor. Inga underarter finns listade i Catalogue of Life.